# Joytime
Joytime es el primer álbum de estudio del productor de música electrónica estadounidense Marshmello, que fue autoeditado a través de su sello, Joytime Collective el 8 de enero de 2016 donde fue publicado. Cuando se lanzó, aterrizó en los mejores álbumes electrónicos de iTunes el primer día.
El primer sencillo "Keep It Mello", con la voz del rapero Omar LinX, fue lanzado el 24 de octubre de 2015.

## Lista de canciones
| Joytime |                                 |          |  |
| N.º     | Título                          | Duración |  |
| 1.      | «Know Me»                       | 3:26     |  |
| 2.      | «Summer»                        | 3:53     |  |
| 3.      | «Find Me»                       | 3:00     |  |
| 4.      | «Take It Back»                  | 3:53     |  |
| 5.      | «Bounce»                        | 3:32     |  |
| 6.      | «Blocks»                        | 3:29     |  |
| 7.      | «Show You»                      | 2:57     |  |
| 8.      | «Want U 2»                      | 3:02     |  |
| 9.      | «Home»                          | 3:48     |  |
| 10.     | «Keep It Mello» (con Omar Linx) | 4:03     |  |

## Posicionamiento en lista
| Lista (2016)                            | Posiciones |
| --------------------------------------- | ---------- |
| Estados Unidos (Top Heatseekers Albums) | 14         |
| Estados Unidos (Independent Albums)     | 41         |

## Personal
- Marshmello - voz, producción, mezcla, grabación
- Omar LinX - voz adicional en "Keep It Mello"